# یواس‌اس اینترسپتور (ای‌جی‌آر-۸)
یواس‌اس اینترسپتور (ای‌جی‌آر-۸) (به انگلیسی: USS Interceptor (AGR-8)) یک کشتی بود که طول آن 441' 6" بود. این کشتی در سال ۱۹۴۵ ساخته شد.